# Palawanomys furvus
Palawanomys furvus är en däggdjursart som beskrevs av Guy G. Musser och Wesley Newcomb 1983. Palawanomys furvus är ensam i släktet Palawanomys som ingår i familjen råttdjur. IUCN kategoriserar arten globalt som otillräckligt studerad. Inga underarter finns listade i Catalogue of Life.
Detta råttdjur förekommer bara på ön Palawan som tillhör Filippinerna. Arten hittades i en bergstrakt som ligger cirka 1400 meter över havet. Habitatet utgörs av bergsskogar.
Palawanomys furvus har brun päls på ovansidan och ljusare gråbrun päls på buken. Svansen och öronen är täckta med korta hår. Individerna når en kroppslängd (huvud och bål) av 13 till 16 cm och en svanslängd av 13 till 15 cm. Arten är nära släkt med råttor (Rattus) men skiljer sig från dessa i detaljer av skallens konstruktion. Dessutom är den mörkbruna pälsen på ovansidan mjuk. Hos honor förekommer fyra par spenar.
Det är nästan inget känt om levnadssättet. Antagligen vistas arten främst på marken.